# Duplik
En duplik er den juridske betegnelse for et svar til en replik. 
Sagsøgte kan bede om en præcisering af stævningens indhold. Sagsøgerens uddybende forklaringer kaldes en replik. Herefter har sagsøgte mulighed for at svare i form af en duplik. Eventuelle efterfølgende processkrifter benævnes "Processkrift 1" (sagsøgers svar på duplikken), Processkrift B (Sagsøgtes svar på processkrift 1" etc.

## Eksterne link
Kilde: retssal.dk – http://www.retssal.dk/emneindex.php3?vis=n&side=668 Arkiveret 3. november 2004 hos  Wayback Machine